# Lahden Reipas
Lahden Reipas ist ein Sportverein aus der finnischen Stadt Lahti. Gegründet wurde der Verein am 13. September 1891 in Viipuri unter der Bezeichnung Viipurin Reipas. Nach der Abtretung Viipuris und Kareliens an die Sowjetunion in den 1940er Jahren zog der Verein nach Lahti, die Umbenennung erfolgte aber erst 1962.
Nach Ausgliederung der Eishockeyabteilung und der Fusion der ersten Fußballmannschaft mit dem FC Kuusysi 1996 unterhält der Verein derzeit nur noch eine unterklassige Fußballmannschaft.

## Eishockey
- Siehe: Pelicans

## Fußball
Die Fußballabteilung von Lahden Reipas gewann 1963, 1967 und 1970 die finnische Meisterschaft. Zwischen 1964 und 1978 gewann die Mannschaft auch siebenmal den finnischen Pokalwettbewerb. 1991 erfolgte eine Umbenennung in FC Reipas Lahti. 1996 fusionierte der Zweitligist Reipas mit dem FC Kuusysi Lahti zum FC Lahti. Eine Mannschaft unter der Bezeichnung Lahden Reipas dient fortan als Reserve- und Nachwuchsteam des FC Lahti. 2013 spielte Reipas in der viertklassigen Kolmonen.

### Europapokalbilanz
| Saison  | Wettbewerb                    | Runde    | Gegner                   | Gesamt | Hin       | Rück    |
| ------- | ----------------------------- | -------- | ------------------------ | ------ | --------- | ------- |
| 1964/65 | Europapokal der Landesmeister | 1. Runde | Lyn Oslo                 | 2:4    | 2:1 (H)   | 0:3 (A) |
| 1965/66 | Europapokal der Pokalsieger   | 1. Runde | Honvéd Budapest          | 02:16  | 02:10 (H) | 0:6 (A) |
| 1968/69 | Europapokal der Landesmeister | 1. Runde | FC Floriana              | 3:1    | 1:1 (A)   | 2:0 (H) |
| 1968/69 | Europapokal der Landesmeister | 2. Runde | FC Spartak Trnava        | 02:16  | 1:9 (H)   | 1:7 (A) |
| 1971/72 | Europapokal der Landesmeister | 1. Runde | Grasshopper Club Zürich  | 1:9    | 1:1 (H)   | 0:8 (A) |
| 1973/74 | Europapokal der Pokalsieger   | 1. Runde | Olympique Lyon           | 0:2    | 0:0 (H)   | 0:2 (A) |
| 1974/75 | Europapokal der Pokalsieger   | 1. Runde | Sliema Wanderers         | 4:3    | 0:2 (A)   | 4:1 (H) |
| 1974/75 | Europapokal der Pokalsieger   | 2. Runde | Malmö FF                 | 1:3    | 1:3 (A)   | 0:0 (H) |
| 1975/76 | Europapokal der Pokalsieger   | 1. Runde | West Ham United          | 2:5    | 2:2 (H)   | 0:3 (A) |
| 1976/77 | Europapokal der Pokalsieger   | 1. Runde | DFS Lewski-Spartak Sofia | 03:19  | 02:12 (A) | 1:7 (H) |
| 1977/78 | Europapokal der Pokalsieger   | 1. Runde | Hamburger SV             | 03:13  | 1:8 (A)   | 2:5 (H) |
| 1979/80 | Europapokal der Pokalsieger   | 1. Runde | Aris Bonneweg            | 0:2    | 0:1 (H)   | 0:1 (A) |

Gesamtbilanz: 24 Spiele, 3 Siege, 5 Unentschieden, 16 Niederlagen, 23:93 Tore (Tordifferenz −70)

### Erfolge
- Finnischer Meister (3): 1963, 1967, 1970
- Finnischer Pokalsieger (7): 1964, 1972, 1973, 1974, 1975, 1976, 1978
- Finnischer Vizepokalsieger (3): 1963, 1967, 1970

### Spieler
- Jari Litmanen (1977–1987) Jugend, (1987–1990) Spieler,
- Joonas Kolkka (198?–1991) Jugend, (1991–1993) Spieler,
- Pekka Lagerblom (1987–2000) Jugend

## Bandy
Reipas spielte 1967 eine Saison lang in der ersten finnischen Bandyliga.